# 職封
職封（しきふ/しきふう）とは、日本の律令制における俸禄の一種で、官職の高低に応じて定められた食封を指す。

## 概要
大宝律令以前より存在したと考えられてはいるが、実態が判明するのは大宝律令以後の制度である。大宝律令によれば、太政大臣3,000戸・左右大臣2,000戸・大納言800戸とされ、正当な理由のある解官と致仕の場合には辞職後も半分を支給され、犯罪による解官と死去の場合には収公された（養老律令も同一規定）。慶雲2年（705年）に中納言に200戸、宝亀2年（771年）に内臣に1,000戸を与える措置を取った他、時期と規模は不明ながら参議にも職封が出されるようになったと考えられている。大同元年（806年）以前に大納言以上の職封が一時減額されていたが、この年に元の額に復帰している。翌大同2年（807年）には参議を廃して観察使として職封200戸を定めたが、2年後に国司を兼務させてその公廨を食封としたが、弘仁元年（810年）の観察使廃止と参議復置で元に戻った。その後の農業不振による財政難から高官の間に職封半分返納の動きがあったが天皇が許さなかったことが『日本後紀』に記されている。
その後、『延喜式』には中納言400戸・参議80戸、『簾中抄』には太政大臣2,250戸・左右大臣1,500戸・大納言600戸・中納言300戸・参議60戸、『拾芥抄』には太政大臣の名目2,250戸実額1,500戸という職封に関する記事が見られるが、その変遷・経緯は全く不明で、10世紀初頭に位封・品封など他の封戸とともに削減されたと推定されているのみである。中世になると実際の支給の有無も不確かとなっていった。